# Het Gat van Nederland
Het Gat van Nederland was een vernieuwend Nederlands televisieprogramma uit de jaren zeventig van de twintigste eeuw. Het werd uitgezonden door de VPRO: driewekelijks in de tv-seizoenen 1972-1973 en 1973-1974. In het seizoen 1977-1978 werden nog drie afleveringen uitgezonden. Het was een (voor die tijd) ongebruikelijk lang programma (het duurde 1 tot 1,5 uur), waarin zeer verschillende onderwerpen, stromingen, vondsten, interviews, portretten, situaties en satire eclectisch werden verzameld, en ten slotte een soort samenhang vertoonden. Een rode draad was met name de unanieme verbazing over wat in Nederland in de jaren 70 toch mogelijk was.
De bedenker van het programma was Hans Keller, die tijdens het eerste seizoen ook eindredacteur was. In het tweede seizoen (1973-1974) was Ad 's-Gravesande eindredacteur. Bij de laatste drie afleveringen nam Keller opnieuw de eindredactie waar.

## Vernieuwend
Het programma was geïnspireerd op het wekelijkse satirische Amerikaanse tv-programma The Great American Dream Machine (1971-1973) en borduurde voort op de, toen nieuwe, onbevangen en onorthodoxe manier van aanpak van onderwerpen en geportretteerden, zoals in het VPRO-programma Hoepla en het KRO-programma Verslag op Dinsdag eerder gebeurde. Het Gat van Nederland werd gemaakt door jonge televisiemakers, geholpen door ervaren cameralieden. Ze beschikten over handzame filmapparatuur, waarmee mobiel kon worden gewerkt. De cameramensen waren onder meer Jochgem van Dijk, Paul van den Bos, Mat van Hensbergen, Maarten Schmidt en Jan de Bont, editors waren Fred van Dijk, Ot Louw en Wim Louwrier. Vormgever Jaap Drupsteen zorgde voor vernieuwende, geanimeerde videografische bijdragen in de vorm van 'leaders', 'bumpers' en aftiteling.
Bijdragen aan het programma kwamen van Pieter Verhoeff, Emile Fallaux, Cherry Duyns, Rob Klaasman, Theo Uittenbogaard, Frank Wiering, Hans Verhagen, Jan Lenferink (gefilmde bijdragen) en Kees van Kooten en Wim de Bie (satire).

## Uitzendingen
Het programma werd in de tv-seizoenen 1972-1973 en 1973-1974 driewekelijks uitgezonden. Op eerste kerstdag 1977 werd na jaren afwezigheid weer een aflevering van Het Gat van Nederland uitgezonden. Op eerste paasdag 1978 volgde nog een aflevering en op eerste pinksterdag 1978 volgde tot slot een documentaire over Kamp Amersfoort, genaamd "De geschiedenis van een plek".

## Naamgeving
Het lag in eerste instantie in de bedoeling om het programma naar de Grieks mythologische figuur Icarus te vernoemen, maar de journalist Jan Blokker vroeg zich tegenover Keller hardop af of dat niet een aanstellerige titel was. Op datzelfde moment lag de Volkskrant geopend op tafel met in het zicht een tekening van cartoonist Opland, met daarin afgebeeld een kuil in de bestrating van het Binnenhof met de tekst: "Het gat van Witteveen", doelend op het begrotingstekort van de toenmalige minister van Financiën Johan Witteveen. Daarop werd ervoor gekozen het programma de titel Het Gat van Nederland te geven.

## Prijzen
In 1973 ontving eindredacteur Keller voor Het Gat van Nederland de Zilveren Nipkowschijf, de hoogste televisieonderscheiding van Nederland. Keller was in 1961 ook medeoprichter van de Zilveren Nipkowschijf. In 1973 werd met een compilatie van bijna een uur de tweede prijs in de wacht gesleept bij de Prix Italia.

## VPRO Documentaire School (1969-1979)
De makers van Het Gat van Nederland vormden eerder de aanzet voor de VPRO Documentaire School. Op het Nederlands Film Festival in Utrecht in 2006 werd, ter gelegenheid van de verschijning van het boek Direct cinema maar soepel en met mate (een studie van Bert Hogenkamp over het ontstaan van de VPRO Documentaire School), een compilatie van een aantal onderwerpen uit Het Gat van Nederland vertoond: De Kunstfluiter Jan Tromp (Cherry Duyns en Pieter Verhoeff), Anton Pieck leeft en woont in Overveen (Frank Wiering), De Hel van Groningen, over de Van Mesdagkliniek (Hans Verhagen), De Vliegende Hollander, over een KLM-piloot die naar New York vliegt en terug (Theo Uittenbogaard) en Hollands Glorie 1980?,  over een mislukte reportage over Nederlandse olieboorders in de Noordzee (Hans Keller).

## Trivia
- Diverse cafés in Nederland, zoals in Volendam, noemden zich toentertijd (naar het VPRO-programma) Het Gat van Nederland en hebben het programma daarmee decennialang overleefd.
- De muziek die de aftiteling vanaf 1973 begeleidde, was het nummer Leaving this town van The Beach Boys. Het nummer is terug te vinden op het album Holland uit 1973. In 1972 en 1973 werd de aftiteling begeleid door het nummer Joy Of A Toy van Kevin Ayers.
- Meerdere televisie- en documentairemakers hebben de stijl van Het Gat van Nederland overgenomen in hun werk, onder wie Michiel van Erp.[3]